# Bam
Pour les articles homonymes, voir BAM.
Bam (persan : بم  prononciation [bæm]) est une ville située dans le Sud-Est de l'Iran, dans la province de Kerman. La ville iranienne moderne de Bam entoure la citadelle de Bam. Elle s'est développée en centre agricole et industriel et profitait d'une croissance rapide jusqu'au tremblement de terre de 2003. La ville est connue notamment pour ses cultures de dattes et d'agrumes, irriguées par un important réseau de qanats. 
Le 26 décembre 2003, à 1 h 56 UTC (5 h 26 heure locale), un séisme de magnitude 6,8, fit au moins 40 000 morts et 50 000 blessés. La BBC rapportait, à l'époque, que la cité moderne de Bam « serait détruite à 70 % ».  Selon l'agence d'information iranienne ISNA, la citadelle fut « complètement rasée ».

## Géographie
La ville se situe au sud du désert de Lout  et à l'extrémité sud-est du Kuh-e Rud, une chaîne de montagnes iranienne.

## Histoire

### Citadelle

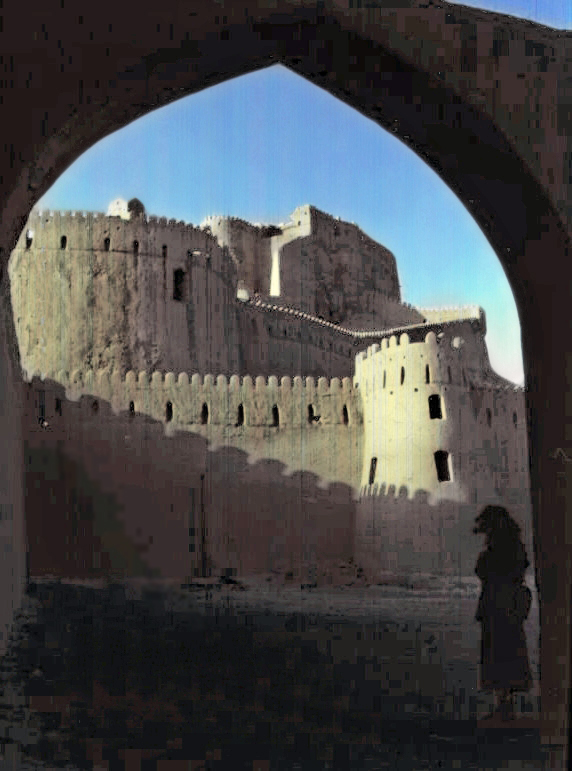
La citadelle de Bam (1992).

Une citadelle en adobe (khesht en persan) et bauge (chiney en Persan) domine les hauteurs de la ville de Bam.
Autrefois étape de la route de la soie, la citadelle, appelée en persan Arg-é Bam, date probablement de 2 500 ans, de la période parthe. Cependant, la plupart de ses bâtiments datent de la dynastie Safavide.
Les Parthes connurent leur apogée au Ier siècle av. J.-C., époque de la création de routes par lesquelles passaient les produits orientaux à destination de la Mésopotamie et de l’Empire Romain. Le commerce assura longtemps la prospérité de la ville, d’abord sous les Sassanides (224-642), et plus encore sous la dynastie des Safavides (1502-1722). Alors peuplée de plus de 5 000 habitants, la principale activité, outre le commerce, y est la manufacture de textile. Après l’effondrement de la dynastie Safavide, l’empire entre dans une période de chaos durant laquelle la population iranienne passe de 40 à 10 millions d’habitants. Bam souffre comme le reste du pays de l’insécurité chronique et de l’instabilité politique. La dynastie des Kadjar fondée en 1796 par l’Agha Kan régnera en Iran jusqu’en 1925. L’inexorable déclin de Bam sera précipité par la malédiction de l’Agha Kan, qui se vengera en 1794 de la protection que la ville a donnée à son rival, le dernier souverain de la dynastie Zend.
En 1850, le Shah Kadjar ordonne à la population qui reste de quitter la vieille ville, la protection de la citadelle étant devenue inutile, et de s’installer le long de la palmeraie. Les militaires s’installent alors dans la citadelle inhabitée, et en 1920, elle est déjà totalement laissée à l’abandon. Les travaux de rénovation de la citadelle, commencés dans les années 1950 ont réellement pris de l'ampleur dans les années 1980.

### Ville moderne
La ville nouvelle a une population estimée à une dizaine de milliers d’habitants à la fin du XIXe siècle. En 1956, un recensement dénombre quinze mille habitants ; ils sont trente-quatre mille en 1976 et environ cent mille avant le séisme.
La ville est aujourd’hui concentrée au sud de la palmeraie, avec de nombreux villages s’étendant le long de celle-ci. La nouvelle ville de Barawat, située de l’autre côté de la faille au sud-est, connaissait une expansion plus rapide que celle de Bam elle-même.
Outre quelques industries, notamment automobiles, l’activité principale de la ville était avant le séisme la production de dattes, réputées les meilleures du monde.

### Séisme de 2003

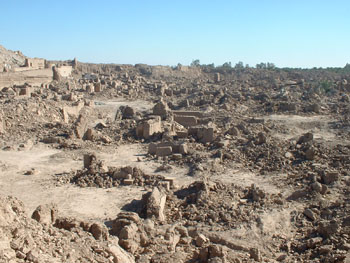
Le site de la citadelle après le séisme.

L'explication de l'ampleur des dégâts dus au tremblement de terre est différente pour la ville moderne et pour la citadelle, et est plus complexe que ce que l'on a pu entendre sur la fragilité de son matériau de construction, à savoir la terre.
La citadelle entièrement construite en terre n'était plus habitée ni entretenue depuis plus de 80 ans. L'érosion a notamment endommagé un bon nombre de structures. Par ailleurs, aucun tremblement de terre n'ayant eu lieu à Bam de mémoire d'homme, la citadelle n'était pas construite en utilisant des techniques spécifiquement adaptées au contexte sismique. Enfin, les travaux de rénovation, qui ne tenaient pas non plus compte d'un risque sismique ont en général fragilisé les constructions.
La ville moderne quant à elle était construite d'un ensemble hétéroclite de matériaux : outre les constructions traditionnelles en terre, on pouvait trouver surtout des constructions en béton armé ou en acier avec des remplissages en briques cuites. Souvent les différentes techniques étaient mélangées dans un même bâtiment, un étage en béton rajouté sur une maison en terre par exemple. Globalement, la qualité des constructions était assez faible, pour des raisons principalement économiques, mais aussi par manque de main d'œuvre qualifiée sur ces matériaux dits modernes. Les constructions qui étaient bien réalisées ont globalement bien résisté, quel que soit le matériau utilisé, mais la plupart se sont effondrées. Le fait que le séisme ait eu lieu la nuit a encore aggravé le bilan.
En mai 2015, la presse iranienne annonce que 99 % de la cité historique ont été restaurés. Le 25 mai 2016, Afshin Ebrahimi, le responsable de l'ONG Bam Heritage International, qui milite pour inscrire la citadelle dans la liste du patrimoine mondial de l'UNESCO, déclare que le site rouvrira ses portes au public le 27 mars 2017. En mai 2016, Afshin Ebrahimi, le directeur de l'ONG Bam Heritage International déclare que le site historique sera à nouveau rouvert au public pour le Norouz 2017.
L'Iran n'a jamais fourni de statistiques précises et fiables en ce qui concerne le nombre exact de décès ou de blessés. On estime que, dans la région de Bam, entre 31 824 et 43 000 personnes ont perdu la vie (sur une population de 142 376 habitants) et environ 30 000 auraient été blessées. 

## Dans la culture
- La citadelle fut utilisée comme décor pour le film Le Désert des Tartares (1976) de Valerio Zurlini, d'après le roman de Dino Buzzati.